# Festival Marseille Series Stories
 (août 2023).
La mise en forme du texte ne suit pas les recommandations de Wikipédia : il faut le « wikifier ».
Les points d'amélioration suivants sont les cas les plus fréquents. Le détail des points à revoir est peut-être précisé sur la page de discussion.
- Les titres sont pré-formatés par le logiciel. Ils ne sont ni en capitales, ni en gras.
- Le texte ne doit pas être écrit en capitales (les noms de famille non plus), ni en gras, ni en italique, ni en « petit »…
- Le gras n'est utilisé que pour surligner le titre de l'article dans l'introduction, une seule fois.
- L'italique est rarement utilisé : mots en langue étrangère, titres d'œuvres, noms de bateaux, etc.
- Les citations ne sont pas en italique mais en corps de texte normal. Elles sont entourées par des guillemets français : « et ».
- Les listes à puces sont à éviter, des paragraphes rédigés étant largement préférés. Les tableaux sont à réserver à la présentation de données structurées (résultats, etc.).
- Les appels de note de bas de page (petits chiffres en exposant, introduits par l'outil «  Source ») sont à placer entre la fin de phrase et le point final[comme ça].
- Les liens internes (vers d'autres articles de Wikipédia) sont à choisir avec parcimonie. Créez des liens vers des articles approfondissant le sujet. Les termes génériques sans rapport avec le sujet sont à éviter, ainsi que les répétitions de liens vers un même terme.
- Les liens externes sont à placer uniquement dans une section « Liens externes », à la fin de l'article. Ces liens sont à choisir avec parcimonie suivant les règles définies. Si un lien sert de source à l'article, son insertion dans le texte est à faire par les notes de bas de page.
- La présentation des références doit suivre les conventions bibliographiques. Il est recommandé d'utiliser les modèles {{Ouvrage}}, {{Chapitre}}, {{Article}}, {{Lien web}} et/ou {{Bibliographie}}. Le mode d'édition visuel peut mettre en forme automatiquement les références.
- Insérer une infobox (cadre d'informations à droite) n'est pas obligatoire pour parachever la mise en page.

Pour une aide détaillée, merci de consulter Aide:Wikification.
Si vous pensez que ces points ont été résolus, vous pouvez retirer ce bandeau et améliorer la mise en forme d'un autre article.
Marseille Series Stories est un festival de séries télévisées adaptées d'œuvres littéraires.
Créé en 2020 à l'initiative du Département des Bouches-du-Rhône, sa première édition physique a lieu en 2021.
Le festival se tient chaque année en novembre dans le quartier de la Joliette à Marseille et les projections ont notamment lieu au Pathé La Joliette.

## Gestion du festival
Créé par Anne-Sophie Coupey et Yannic de Taisne,, Marseille Series Stories est sous la direction de Cinéfinance qui confie, depuis sa création, la programmation à Xavier Leherpeur et Joris Charpentier,. 
La programmation de l'édition 2024 de Marseille Series Stories a été confiée à Nora Ghandour.

## Prix décernés
Prix décernés
- Meilleure série adaptée d'une œuvre littéraire
- Prix d'interprétation
- Prix de la mise en scène
- Prix du public

## 2020 (édition 0)
L'édition 2020 du festival n'a pas eu lieu physiquement à la suite des restrictions liées à la pandémie de Covid-19.

### Sélection
- Brave New World ( États-Unis)[2] - série d'ouverture - en compétition[14]
- The Good Lord Bird ( États-Unis) - en compétition
- Baghdad Central ( Royaume-Uni) - en compétition
- Patria ( Espagne) - en compétition
- L'Aliéniste ( États-Unis) - en compétition
- Mrs Wilson ( Royaume-Uni) - en compétition
- Pablo Ibar : une vie en sursis (en) (En el corredor de la muerte) ( Espagne) - en compétition
- Ils étaient dix  ( France) - série de clôture

## 2021 (1ère édition)
La première édition du Festival Marseille Series Stories a eu lieu du 18 au 21 novembre 2021.

### Sélection
- Le Tour du monde en 80 jours ( France ;  Royaume-Uni) - série d'ouverture - en compétition[16],[17]
- Close to Me (en) ( Royaume-Uni) - en compétition
- La Corde ( France ;  Belgique) - en compétition
- Ridley Road ( Royaume-Uni) - en compétition[18]
- La Belle de Jérusalem ( Israël) - en compétition
- American Rust (en) ( États-Unis) - en compétition
- Alger Confidentiel ( France ;  Allemagne) - en compétition
- Les Aventures de Paddington  ( Royaume-Uni ;  France) - projection jeunesse
- Je voudrais qu'on m'efface ( Canada) - en compétition
- Les Petits Meurtres d'Agatha Christie 70's  ( France) - série de clôture  - hors compétition

### Jury
- Ava Cahen, journaliste et critique[19],[20],[21]
- Thierry Godard, comédien[22]
- Judith Louis, productrice
- Joseph Safieddine, scénariste[23]
- Léonie Simaga, comédienne

### Palmarès
- Prix de la meilleure série adaptée d'une œuvre littéraire : Je voudrais qu'on m'efface ( Canada)[24]
- Prix d'interprétation : Agnes O'Casey dans Ridley Road ( Royaume-Uni)
- Prix de la mise en scène : Alger Confidentiel ( France ;  Allemagne)
- Prix du public : Je voudrais qu'on m'efface ( Canada)[25]
- Mention spéciale du Jury :  The Beauty Queen of Jerusalem ( Israël)

## 2022 (2e édition)
La deuxième édition du Festival Marseille Series Stories a eu lieu du 17 au 20 novembre 2022.

### Sélection
Sélection,
- The Man Who Fell to Earth ( États-Unis;  Royaume-Uni) - série d'ouverture - en compétition[28]
- Comptine mortelle (Magpie Murders) ( Royaume-Uni) - en compétition[28]
- The Gypsy Bride (en) ( Espagne) - en compétition
- La Disparition de John Darwin ( Royaume-Uni) - en compétition
- 50 nuances de Grecs ( France) - hors compétition
- Pray for Blood (en) (Toda la sangre) ( Mexique) - en compétition
- L'Âge de la colère  ( Espagne) - en compétition[28]
- SAS : Rogue Heroes ( Royaume-Uni;  Maroc) - en compétition
- Les Filles de Dad ( France) - projection jeunesse  - hors compétition
- The Confessions of Frannie Langton (en) ( Royaume-Uni) - en compétition
- Mercredi ( États-Unis) - série de clôture - hors compétition

### Jury
Jury
- Blandine Bellavoir, comédienne
- Soufiane Guerrab, comédien
- Benoît Lagane, journaliste et critique
- Vera Peltekian, diffuseur (HBO Max France)
- Charlotte Sanson, scénariste[30]

### Palmarès
Palmarès
- Prix de la meilleure série adaptée d'une œuvre littéraire : La Disparition de John Darwin ( Royaume-Uni)[32]
- Prix d'interprétation : Monica Dolan dans La Disparition de John Darwin ( Royaume-Uni)
- Prix de la mise en scène : L'Âge de la colère  ( Espagne)
- Prix du public : L'Âge de la colère  ( Espagne)

## 2023 (3e édition)
La troisième édition du Festival Marseille Series Stories a eu lieu du 16 au 19 novembre 2023.

### Sélection
- Les Espions de la terreur ( France) - série d'ouverture - hors compétition[34]
- Unsilenced ( Israël) - en compétition[35]
- Dark Winds (en) ( États-Unis) - en compétition[36]
- Wolf (en) ( Royaume-Uni) - en compétition[37]
- Shake (it) ( Italie) - en compétition[38]
- Lampie ( Pays-Bas) - en compétition
- Les Indociles ( Suisse) - en compétition
- Fellow Travelers ( États-Unis) - en compétition
- Azuro et la brigade des dragons ( France) - série jeunesse - hors compétition[39]
- Comment ratatiner ( France) - série jeunesse - hors compétition[40]
- Mademoiselle Holmes ( France) - hors compétition[41]
- Tout pour Agnès ( France) - série de clôture - hors compétition[42]

### Jury
- Aude Albano, productrice[43]
- Camille Diao, journaliste
- Audrey Ismaël, compositrice
- Thomas Mansuy, scénariste[44]
- Grégory Montel, comédien

### Palmarès
- Prix de la meilleure série adaptée d'une œuvre littéraire : Fellow Travelers ( États-Unis)[45]
- Prix d'interprétation : Nelly Mira Rubin dans Unsilenced ( Israël)[46]
- Prix de la mise en scène : Lampie ( Pays-Bas)[47]
- Prix du public : Fellow Travelers ( États-Unis)

## 2024 (4e édition)
La quatrième édition du Festival Marseille Series Stories a eu lieu du 21 au 24 novembre 2024.

### Sélection
- Une amitié dangereuse ( France) - série d'ouverture - hors compétition
- La red púrpura ( Espagne) - en compétition
- La Storia ( Italie) - en compétition
- Le combat d'Alice ( France) - en compétition
- Dear You ( France) - en compétition
- Joan ( Royaume-Uni) - en compétition
- Détective Surprenant : la fille aux yeux de pierre ( Canada) - en compétition
- Simon SuperLapin ( France) - série jeunesse - hors compétition
- La vie de château ( France) - série jeunesse - hors compétition
- The Serial Killer's Wife ( Royaume-Uni) - en compétition
- Les ailes collées ( France) - série de clôture - hors compétition

### Jury
- Thierry Neuvic, acteur / président du jury
- Manon Azem, actrice
- Carole Della Valle, productrice
- Franck Ollivier, auteur, producteur et scénariste
- Clémentine Poidatz, actrice

### Palmarès
- Prix de la meilleure série adaptée d'une œuvre littéraire : Joan ( Royaume-Uni)
- Prix d'interprétation : Francesco Zenga pour son rôle de Nino dans La Storia ( Italie)
- Prix de la mise en scène : The Serial Killer's Wife ( Royaume-Uni)
- Prix du public : Joan ( Royaume-Uni)
- Mention spéciale du jury : Dear You ( France)